# 布達佩斯博斯克羅酒店
安纳塔拉紐約宮酒店，原名：布達佩斯博斯克羅酒店，后被美诺酒店集团收购,2021年底启用其原来的舊稱紐約宮预计2022年重新开放，是位於匈牙利首都布達佩斯第七區的一座高檔酒店。在歷史上曾是紐約人壽保險公司的匈牙利分公司大廈。酒店一樓的紐約咖啡廳自1894年10月23日開業以來至2001年關閉，一直是匈牙利文學和詩歌的中心之一。2001年，建築關閉並改造為高級酒店。咖啡廳也在2006年5月5日重新開放    。

## 外部連結
- Official site of Boscolo Budapest Hotel

47°29′54″N 19°4′14″E / 47.49833°N 19.07056°E